# Trümmerfrau

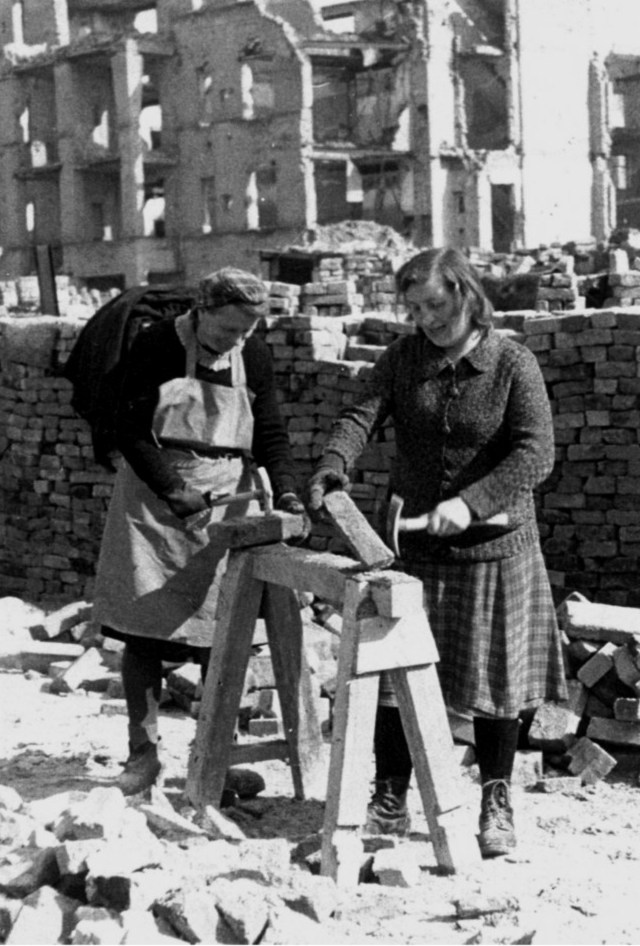
Trümmerfrauen đang làm việc, Berlin

Trümmerfrau (Phụ nữ thời đổ nát) là tên gọi tiếng Đức để chỉ những phụ nữ sau thế chiến thứ hai, phải giúp đỡ để dọn dẹp và xây dựng lại những thành phố đã bị tàn phá vì bom đạn ở Đức và Áo. Với hàng trăm thành phố mà đã bị đổ nát nặng nề vì bom đạn hay vì bão lửa. Với nhiều thanh niên đã chết vì chiến tranh hay đang là tù nhân chiến tranh, trách nhiệm lớn lao này khiến số đông phụ nữ phải gánh chịu.

## Mức độ tàn phá
Trong số 16 triệu gia hộ, 4 triệu đã bị phá hủy ở Đức trong thời kỳ đồng minh thả bom trong thế chiến thứ hai, và 4 triêju gia hộ khác bị hư hại. Phân nửa tất cả các trường học, 40% cơ sở hậu cần và nhiều hãng xưởng đã bị hư hại hay bị phá hủy. Theo ước tính, số đổ nát là vào khoảng 400 triệu mét khối.

## Ở Đức
Giữa năm 1945 và 1946, chính quyền chiếm đóng đồng minh ở Tây và Đông Đức, ra lệnh tất cả các phụ nữ từ 15 cho tới 50 tuổi phải tham dự vào việc thu dọn tàn tích chiến tranh. Những biện pháp trước đó để bảo vệ phụ nữ trong lao động bị hủy bỏ. Việc tuyển dụng phụ nữ làm việc vào thời đó là cần thiết, vì nhiều đàn ông đã chết trong chiến tranh. Lúc đó con số phụ nữ nhiều hơn đàn ông là khoảng 7 triệu người.
Thường thì các hãng tư nhân được ký hợp đồng để dọn dẹp những đổ nát, cùng với giấy phép được mướn phụ nữ để họ làm những chuyện đó. Công việc chính là dựt sập những phần của tòa nhà mà sót lại sau các trận thả bom, nhưng không thể tu bổ được nữa. Thường lệ họ không dùng máy móc lớn nào cả. Những dụng cụ chính là cuốc và những cuộn dây. Sau khi dựt sập hết những đổ nát, những vật còn lại phải được đập ra thành từng những viên gạch, mà sau này có thể dùng lại để xây cất. Những mảnh vụn còn lại được chuyên chở đi bằng xe cút kít, rồi bằng xe vận tải. Sau đó nó được dùng để lấp những lỗ hủng trên đường. Trong một vài thành phố Đức, những núi mảnh vụn được hình thành và vẫn còn tồn tại.
Trümmerfrauen, tình nguyện hay làm công bình thường, làm việc bất kể thời tiết. Họ thường được tổ chức thành nhóm 10 hay 20 người.